# Holjer Witt
Holjer Anders Witt, född 17 februari 1818 i Karlskrona, död 19 december 1889 i Helsingborg, var en svensk präst och riksdagsman. Han var bror till Gustaf Carl Witt.
Witt blev student vid Lunds universitet 1835, filologie kandidat 1838, filosofie kandidat 1841 och filosofie magister samma år. Han blev konstituerad konrektor i Malmö samma år, konrektor 1843, var t.f. notarie vid Lunds domkapitel 1842–44 och återtog därefter konrektorstjänsten i Malmö. Han prästvigdes 1856 och blev kyrkoherde i Helsingborg 1858.
Witt blev inspektor vid högre allmänna läroverket i Helsingborg 1858 och var folkskoleinspektör 1867–76. Han blev kontraktsprost 1870, var preses vid prästmötet 1876 och blev teologie doktor 1877.
Witt var ledamot av kommittén angående ny förordning om mantalsskrivningars förrättande 1871–72 och av kommittén angående pensionering av änkor och barn efter prästmän och elementarlärare 1872–73. Han var även kommunalordförande och landstingsman.  
Witt var riksdagsman för prästeståndet i Lunds stift vid ståndsriksdagen 1862/63. Han var senare ledamot av riksdagens andra kammare 1870-1871 (till urtima riksdagen 1871), invald i Helsingborgs och Ängelholms valkrets.